# Большой Остров (Ленинградская область)
Большой Остров — деревня в Борском сельском поселении Бокситогорского района Ленинградской области.

## История
Деревня Остров упоминается на специальной карте западной части России Ф. Ф. Шуберта 1844 года.

ОСТРОВ — деревня Островского общества, прихода Пярдомского погоста. 

Крестьянских дворов — 14. Строений — 38, в том числе жилых — 21.

Число жителей по семейным спискам 1879 г.: 40 м. п., 48 ж. п.; по приходским сведениям 1879 г.: 36 м. п., 47 ж. п.

МАЛЫЙ ОСТРОВОК (БОР) — деревня Островского общества, прихода Пярдомского погоста.

Крестьянских дворов — нет. Строений — 12, в том числе жилых — 3.

Число жителей по приходским сведениям 1879 г.: 10 м. п., 6 ж. п.

В конце XIX — начале XX века деревня административно относилась к Большегорской волости 3-го земского участка 1-го стана Тихвинского уезда Новгородской губернии.

ОСТРОВ (БОЛЬШОЙ ОСТРОВ) — деревня Островского общества, дворов — 20, жилых домов — 31, число жителей: 52 м. п., 61 ж. п.
 
Занятия жителей — земледелие, лесные промыслы. Пруд. Часовня. (1910 год)

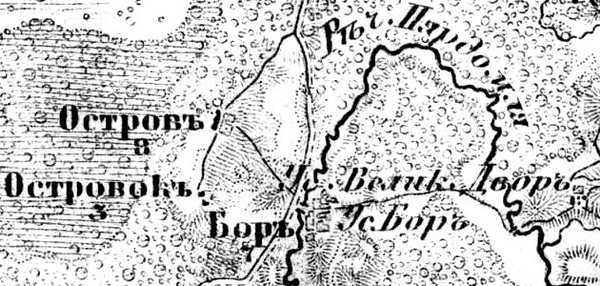
Деревня Большой Остров на карте 1913 года

Согласно карте Новгородской губернии 1913 года, деревня состояла из двух частей, первая называлась Остров и насчитывала 8 крестьянских дворов, вторая называлась Островок и насчитывала 3 двора.
С 1917 по 1918 год деревни Остров Большой и Остров Малый входили в состав Большегорской волости Тихвинского уезда Новгородской губернии.
С 1918 года, в составе Череповецкой губернии.
С 1927 года, в составе Межурецкого сельсовета Тихвинского района.
С 1928 года, в составе Борского сельсовета.
По данным 1933 года деревня Большой Остров входила в состав Борского сельсовета Тихвинского района.
С 1952 года, в составе Бокситогорского района.
С 1963 года, вновь в составе Тихвинского района.
С 1965 года вновь в составе Бокситогорского района. В 1965 году население деревни составляло 226 человек.
По данным 1966, 1973 и 1990 годов деревня Большой Остров также входила в состав Борского сельсовета.
В 1997 году в деревне Большой Остров Борской волости проживали 67 человек, в 2002 году — 75 человек (русские — 95 %).
В 2007 году в деревне Большой Остров Борского СП проживали 65 человек, в 2010 году — 70.

## География
Деревня расположена в западной части района на автодороге 41К-031 (Дыми — Бочево).
Расстояние до административного центра поселения — 1 км.
Расстояние до районного центра — 3 км.
Деревня находится близ правого берега реки Пярдомля.

## Демография
| 1997 | 2002 | 2007 | 2010 | 2013 | 2014 | 2017 |
| ---- | ---- | ---- | ---- | ---- | ---- | ---- |
| 67   | ↗75  | ↘65  | ↗70  | ↘67  | ↗68  | ↗90  |

## Инфраструктура
На 2017 год в деревне было зарегистрировано 33 домохозяйства.